# Amenemhat II
Amenemhat II (interamente Nubkaura Amenemhat; anche nella forma ellenizzata Ammenemes) (... – 1885 a.C.) è stato un sovrano egizio della XII dinastia. Benché abbia regnato per almeno 35 anni, il suo regno è oscuro sotto vari aspetti, così come la sua posizione nella famiglia reale. Dopo il regno straordinario di Sesostri I, quello di Amenemhat II appare meno notevole e non altrettanto attivo.

## Famiglia

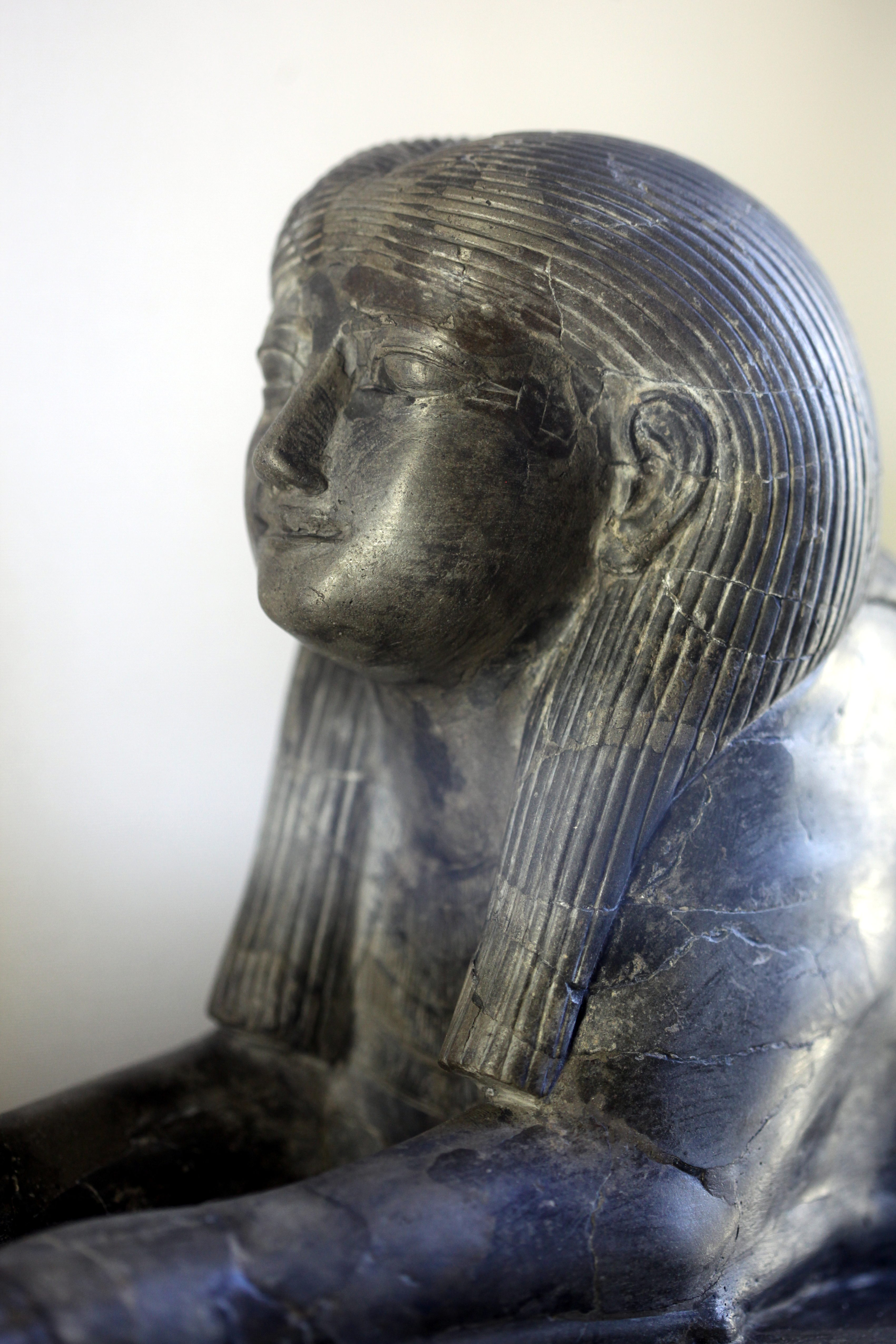
Sfinge dedicata a Itit, figlia di Amenemhat II, in arenaria: dettaglio del volto, con le sembianze della principessa. Museo del Louvre, Parigi.

I ritrovamenti archeologici hanno permesso di identificare la madre di Amenemhat II, che fu, con il titolo di Madre del re, Neferu III - ma non il nome del padre. Ciononostante, è comunemente ritenuto figlio del suo predecessore Sesostri I. Una delle più antiche attestazioni di Amenemhat potrebbe essere la tomba dell'omonimo nomarca Amenemhat, sepolto a Beni Hasan. Questo governatore locale, vissuto sotto Sesostri I, avrebbe accompagnato il principe "Ameni, Figlio del re" (come lo chiama l'iscrizione in questione) in una spedizione in Nubia: si crede che questo Ameny altri non fosse che il futuro Amenemhat II, allora giovane principe.
L'identità della regina consorte di Amenemhat II è sconosciuta. All'interno del grande complesso funerario del faraone furono sepolte molte donne della famiglia reale, ma il loro legame con Amenemhat non è chiaro né rintracciabile tramite i reperti: una regina chiamata Keminub, ivi sepolta, potrebbe essere vissuta sotto la tarda XIII dinastia, mentre tre principesse con il titolo di Figlie del re, Itit, Itaweret e Khnumit, potrebbero essere state figlie di Amenemhat II, benché anche in questo caso manchino prove documentarie. Il suo successore Sesostri II fu probabilmente suo figlio, anche se tale legame non è esplicato da nessuna parte. Altri suoi figli furono il principe Amenemhatankh e le principesse (poi regine) Nofret II e Khenemetneferhedjet I la Vecchia; entrambe andarono in sposa al loro fratello Sesostri II.

## Regno

### Ascesa al trono
Un tempo si credeva che Amenemhat II avesse condiviso il potere col padre, in un periodo di coreggenza: ipotesi basata su una stele d'un funzionario (Leiden, V4) recante due date, cioè il 44º anno di regno di Sesostri I e il 2º di Amenemhat II. L'esistenza di una coreggenza tra i due è oggi ritenuta improbabile e la doppia datazione si dovrebbe riferire al periodo durante il quale il dedicatario, ossia il funzionario Wepwawetō, fu in carica.

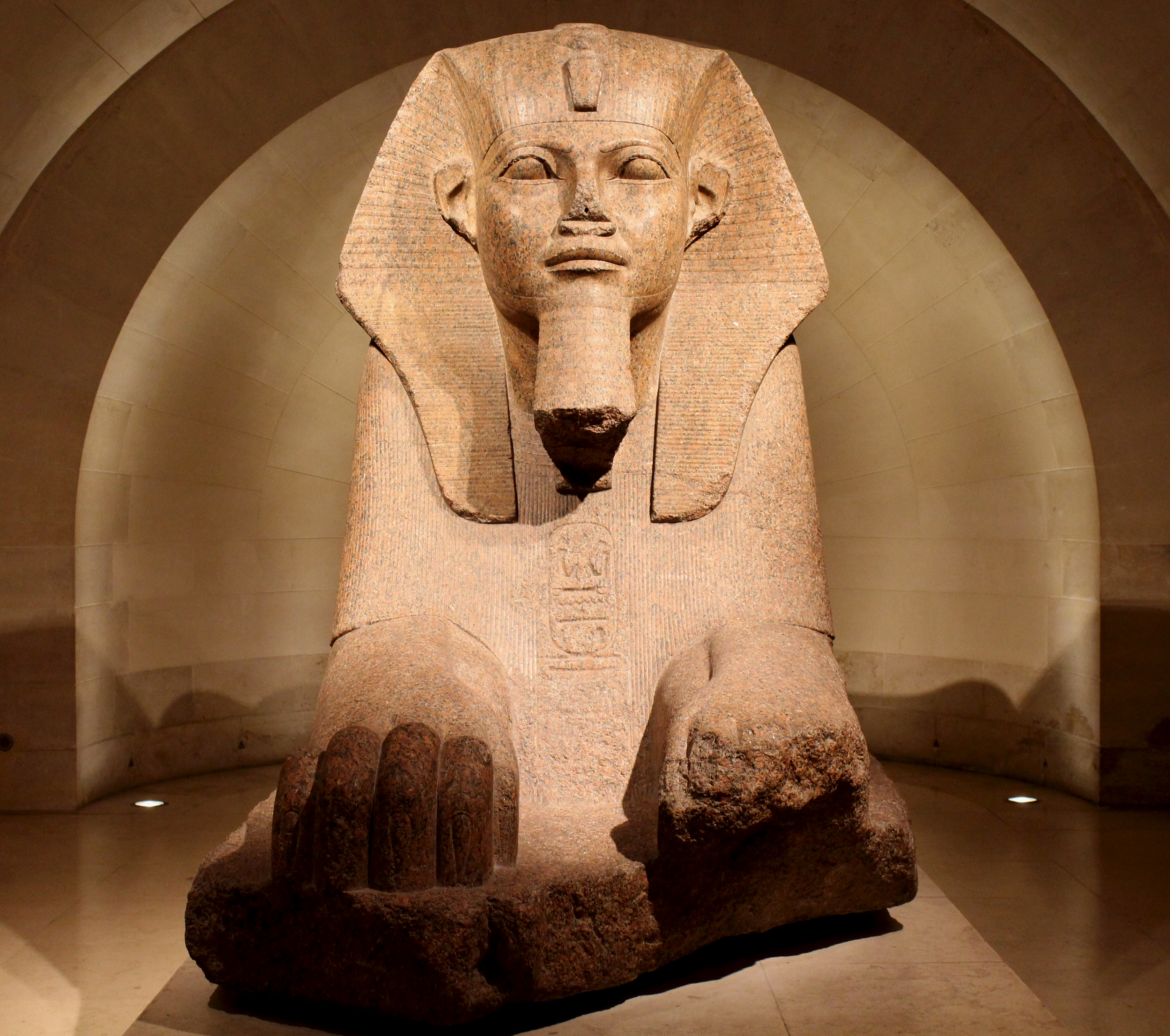
La grande sfinge di Amenemhat in granito rosa, poi usurpata da Merenptah e Sheshonq I. Museo del Louvre, Parigi.

### Opere

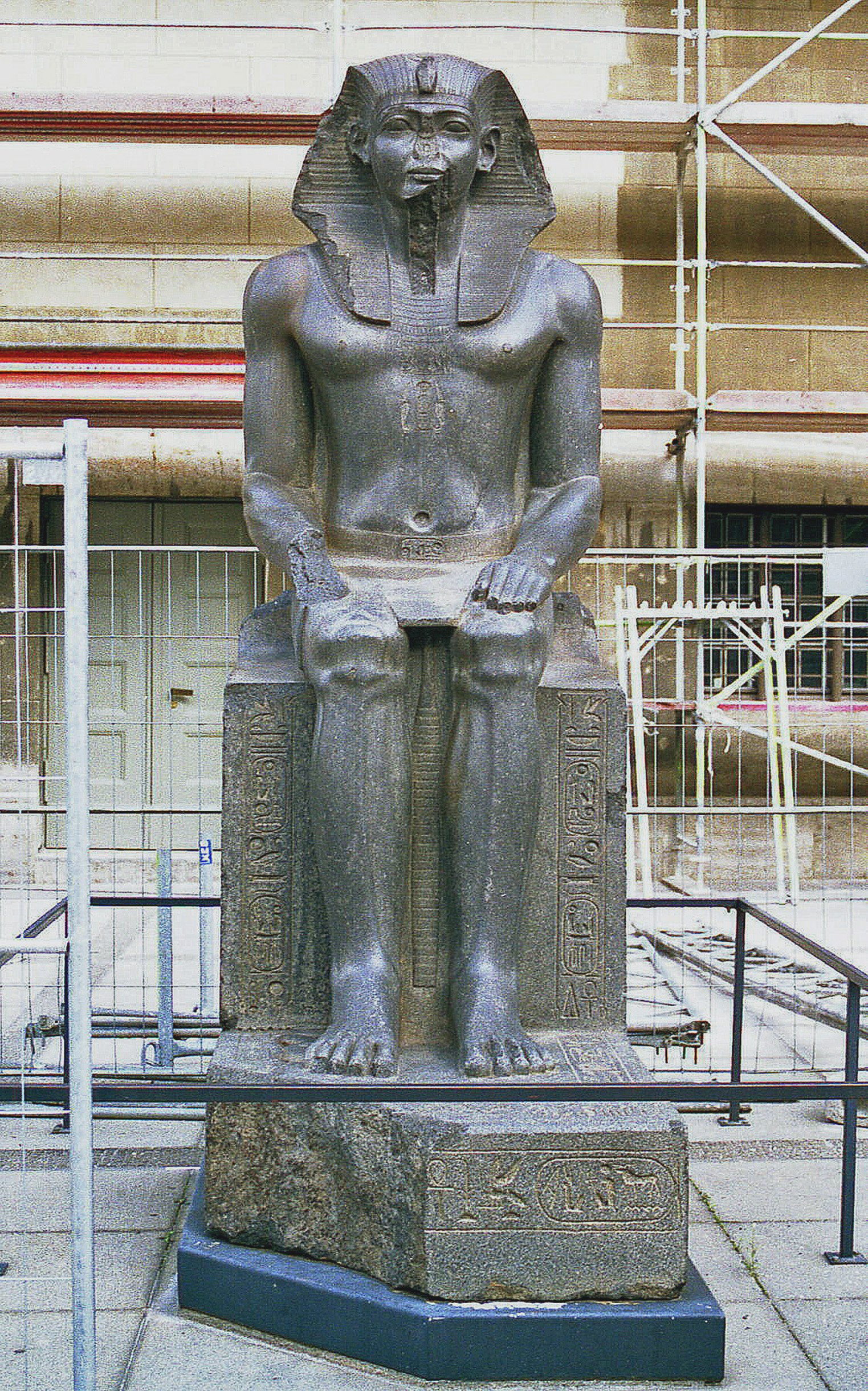
Statua colossale di Amenemhat, poi usurpata da Ramesse II (1279 a.C. - 1213 a.C.), che la trasportò a Pi-Ramesse, e infine da suo figlio Merenptah. Pergamonmuseum, Berlino.

Il più importante documento del regno di Amenemhat II sono i frammenti dei cosiddetti "Annali di Amenemhat II", venuti alla luce a Menfi, i quali registrano donazioni a templi e, con minore frequenza, fatti politici. È grazie a tali frammenti che gli egittologi sono venuti a conoscenza di una spedizione militare in Asia, della distruzione di due città non identificate - Iuai e Iasy - e dell'arrivo di tributi dall'Asia e da Kush. Si conoscono invece varie spedizioni minerarie disposte da Amenemhat II: tre nel Sinai, una nello Uadi Gasus (nel 28º anno di regno, ca. 1896 a.C.) e una, alla ricerca di ametista, nello Uadi el-Hudi. Ordinò poi la costruzione di vari edifici a Eliopoli, Eracleopoli, Menfi, nella parte orientale del delta del Nilo; inoltre restaurò un tempio a Ermopoli. Esistono tracce di un tempio denominato "Primo Tempio", ma non è chiaro di cosa si trattasse.
Un famoso ritrovamento inerente ad Amenemhat II è la colossale statua di una sfinge con il volto del faraone, successivamente usurpata da Merenptah (1213 a.C. - 1203 a.C.) e Sheshonq I (943 a.C. - 922 a.C.) con l'aggiunta dei loro cartigli, scoperta a Tanis e conservata al Museo del Louvre (A23). Il sovrano è menzionato sui cofani di un tesoro in pezzi d'argento scoperto sotto il tempio di Montu a Tod:
Significativamente, molti di questi oggetti d'argento non sono oggetti d'arte egizia, bensì egea: ciò testimonia l'esistenza, durante il Medio Regno, di contatti fra l'Egitto e gli Stati stranieri. Ben 28 stele private recano il cartiglio di Amenemhat II - e talvolta l'anno di regno corrispondente alla realizzazione del manufatto - ma sono molto povere d'informazioni sostanziali sugli eventi del suo regno.
Poco si sa dei lavori di costruzione di Amenemhat II. A Ermopoli costruì una porta davanti al tempio. Dalla stele del funzionario, conservata a Leiden (V4), apprendiamo dei suoi lavori di costruzione nel Delta. Nella Stele di Abido si citano notizie di un tempio, che non siamo in grado darne collocazione con certezza. Iniziò la costruzione del Bahr Yussef, il Grande Canale o anche detto "Canale di Giuseppe", che correva parallelo al Nilo, e con l'utilizzo della depressione del Fayyum come terreno agricolo.

### Successione
Secondo Manetone, sacerdote e storico egizio d'epoca tolemaica, frequentemente disinformato,

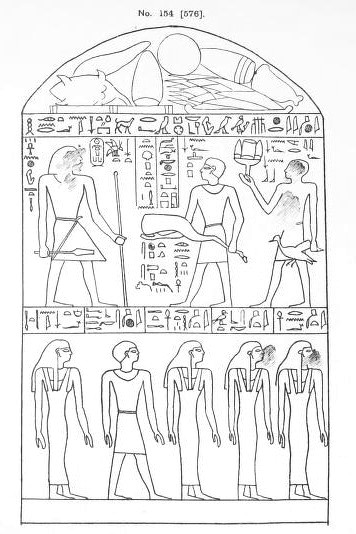
Nel registro superiore della stele qui riprodotta, il funzionario Senitef porge un'offerta a una statua di Amenemhat II. British Museum, Londra.

Questa notizia non trova riscontro in alcun'altra fonte. Con ogni probabilità, Manetone si confuse con la cospirazione che portò alla morte del faraone Amenemhat I, circa 80 anni prima di quella di Amenemhat II. Amenemhat II e il suo successore Sesostri II condivisero una breve coreggenza, l'unica indiscutibile fra tutte quelle del Medio Regno. A differenze della maggior parte delle stele con le date di due sovrani, la stele di Hapu a Konosso riferisce esplicitamente che i due faraoni condivisero il potere per un certo periodo e che il 3º anno di regno di Sesostri II fu anche il 35º di Amenemhat II. Questo 35º anno di regno è anche l'ultima data conosciuta per Amenemhat, che morì di lì a breve.

## Tomba
A differenza dei suoi due predecessori, che costruirono le loro piramidi a El-Lisht, Amenemhat II scelse Dahshur per la propria sepoltura, cioè una località che non vedeva sepolture reali fin dal tempi di Snefru e della sua Piramide rossa (IV dinastia). Al giorno d'oggi, la piramide di Amenemhat II - originariamente chiamata Amenu-sekhem, ma meglio conosciuta come Piramide bianca - è estremamente danneggiata e poco esplorata.
Il tempio funerario adiacente alla piramide era chiamato Djefa-Amenemhat.
Vari appartenenti alla famiglia reale furono inumati nel complesso sepolcrale di Amenemhat e le loro tombe furono scavate da Jacques de Morgan nel 1894/5: le tombe delle principesse Ita, Itaweret e Khnumit furono trovate intatte, con i loro raffinati gioielli, così come la tomba della nobile Sathathormerit, del tesoriere Amenhotep e della regina Keminub; queste ultime furono saccheggiate in epoca antica e sono datate alle successiva XIII dinastia.

## Liste reali
| N5 · S12 | D28 | D28 · D28 |

| N5 · S12 | D28 | D28 · D28 |

| N5 · S12 | D28 | D28 · D28 |

| N5 · S12 | D28 | D28 · D28 |

| N5 · S12 | D28 | D28 · D28 |

| N5 · S12 | D28 | D28 · D28 |

| N5 · S12 | D28 | D28 · D28 |

| N5 · S12 | D28 | D28 · D28 |

| N5 | S12 | D28 |

| N5 | S12 | D28 |

| N5 | S12 | D28 |

| N5 | S12 | D28 |

| N5 | S12 | D28 |

| N5 | S12 | D28 |

| N5 | S12 | D28 |

| N5 | S12 | D28 |

| HASH |

| HASH |

| HASH |

| HASH |

| HASH |

| HASH |

| HASH |

| HASH |

| N5 · S12 | D28 | D28 · D28 |

| N5 · S12 | D28 | D28 · D28 |

| N5 · S12 | D28 | D28 · D28 |

| N5 · S12 | D28 | D28 · D28 |

| N5 · S12 | D28 | D28 · D28 |

| N5 · S12 | D28 | D28 · D28 |

| N5 · S12 | D28 | D28 · D28 |

| N5 · S12 | D28 | D28 · D28 |

## Titolatura
| G5 |

| G5 |

| V28 | V31 · N35 | G17 | U1 · Aa11 |

| V28 | V31 · N35 | G17 | U1 · Aa11 |

| V28 | V31 · N35 | G17 | U1 · Aa11 |

| V28 | V31 · N35 | G17 | U1 · Aa11 |

| V28 | V31 · N35 | G17 | U1 · Aa11 |

| V28 | V31 · N35 | G17 | U1 · Aa11 |

| V28 | V31 · N35 | G17 | U1 · Aa11 |

| V28 | V31 · N35 | G17 | U1 · Aa11 |

| G16 |

| G16 |

| V28 | V31 · N35 | G17 | U1 · Aa11 |

| V28 | V31 · N35 | G17 | U1 · Aa11 |

| G8 |

| G8 |

| G5 · S12 | U1 · Aa11 | xrw |

| G5 · S12 | U1 · Aa11 | xrw |

| M23 · X1 | L2 · X1 |

| M23 · X1 | L2 · X1 |

| N5 · S12 | D28 · D28 | D28 |

| N5 · S12 | D28 · D28 | D28 |

| N5 · S12 | D28 · D28 | D28 |

| N5 · S12 | D28 · D28 | D28 |

| N5 · S12 | D28 · D28 | D28 |

| N5 · S12 | D28 · D28 | D28 |

| N5 · S12 | D28 · D28 | D28 |

| N5 · S12 | D28 · D28 | D28 |

| G39 | N5 |

| G39 | N5 |

| M17 | Y5 · N35 | G17 | F4 · t |

| M17 | Y5 · N35 | G17 | F4 · t |

| M17 | Y5 · N35 | G17 | F4 · t |

| M17 | Y5 · N35 | G17 | F4 · t |

| M17 | Y5 · N35 | G17 | F4 · t |

| M17 | Y5 · N35 | G17 | F4 · t |

| M17 | Y5 · N35 | G17 | F4 · t |

| M17 | Y5 · N35 | G17 | F4 · t |

## Altre datazioni
| Autore        | Anni di regno         |
| ------------- | --------------------- |
| Grimal        | 1928 a.C. - 1895 a.C. |
| Malek         | 1918 a.C. - 1884 a.C. |
| von Beckerath | 1914 a.C. - 1976 a.C. |